# Vernonia dusenii
Vernonia dusenii là một loài thực vật có hoa trong họ Cúc. Loài này được Malme miêu tả khoa học đầu tiên năm 1933.